# Tour des Flandres 1951
Le Tour des Flandres 1951 est la 35e édition du Tour des Flandres. La course a lieu le 1er avril 1951, avec un départ à Gand et une arrivée à Wetteren sur un parcours de 274 kilomètres. 
Le vainqueur final est pour la troisième année consécutive l'Italien Fiorenzo Magni, qui s’impose en solitaire à Wetteren. Magni attaque à 75 kilomètres de l'arrivée et laisse son poursuivant, le Français Bernard Gauthier, à 5 minutes et 35 secondes. Attilio Redolfi arrive en troisième position à plus de 10 minutes de Magni
Avec cette victoire, Magni devient le deuxième coureur à remporter trois éditions du Tour des Flandres après Achiel Buysse, vainqueur en 1940, 1941 et 1943. Les trois victoires consécutives restent un exploit inégalé sur la course.
La course est l'une des épreuves comptant pour le Challenge Desgrange-Colombo.

## Classement final
|    | Coureur             | Pays     | Équipe             | Temps           |
| -- | ------------------- | -------- | ------------------ | --------------- |
| 1  | Fiorenzo Magni      | Italie   | Ganna              | 7 h 43 min 03 s |
| 2  | Bernard Gauthier    | France   | Mercier-Hutchinson | + 5 min 35 s    |
| 3  | Attilio Redolfi     | France   | Mercier-A.Magne    | + 10 min 32 s   |
| 4  | Loretto Petrucci    | Italie   | Taurea             | + 10 min 32 s   |
| 5  | Jean Baldassari     | France   | Mercier-Le Greves  | + 11 min 50 s   |
| 6  | Rik van Steenbergen | Belgique | Mercier-Hutchinson | + 12 min 30 s   |
| 7  | Raymond Impanis     | Belgique | Alcyon-Dunlop      | + 14 min 06 s   |
| 8  | André Pieters       | Belgique | Devos Sport        | + 15 min 30 s   |
| 9  | André Declerck      | Belgique | Bertin             | + 15 min 30 s   |
| 10 | Valère Ollivier     | Belgique | Bertin             | + 18 min 05 s   |